# Julia Echeberria
Julia Echeberria Esquivel (29 gennaio 1999) è una nuotatrice artistica spagnola.

## Palmarès
- Giochi europei

Baku 2015: argento nel libero combinato e nella gara a squadre.